# Capital mezzanine
El capital mezzanine o deuda mezzanine, en español "deuda intermedia", es un término financiero que designa la deuda de mayor riesgo, cuya devolución está sujeta a la deuda sénior. Por ello este tipo de deuda es más arriesgado y así más lucrativo.
Por ejemplo, los titulares de la deuda sénior recibirán el Euribor + 550 puntos base, mientras que los titulares de la deuda mezzanine recibirán el Euribor + 600 u 800 puntos base. Además, sólo la mitad de los intereses se suele pagar al titular de la deuda mezzanine, la otra mitad está financiada. Los títulos de deuda mezzanine suelen tener una duración mayor que los de deuda sénior y se suelen combinar con órdenes para mejorar la rentabilidad.
Su uso permite aumentar el endeudamiento de la empresa y así aumentar el apalancamiento en la compra de la deuda.